# 三上喜孝
三上 喜孝（みかみ よしたか、1969年 - ）は、日本の歴史学者、国立歴史民俗博物館准教授。日本古代史専攻。

## 来歴
東京都生まれ。1992年東京大学文学部国史学科卒業。98年同大学院人文社会系研究科博士課程単位取得退学。2001年「日本古代貨幣流通史の研究」で文学博士。2000年山形県立米沢女子短期大学講師。2003年山形大学人文学部助教授、2007年准教授。2014年国立歴史民俗博物館准教授 。

## 著書
- 『古代ニッポン大探検 邪馬台国の謎に迫る』安本美典監修　学研ジュニアブックス 1990
- 『ニッポン原人 日本人と日本文化のナゾにせまる』同文書院 1993
- 『日本古代の貨幣と社会』吉川弘文館 2005
- 『日本古代の文字と地方社会』吉川弘文館 2013　ISBN　9784642046077
- 『落書きに歴史をよむ』吉川弘文館（歴史文化ライブラリー）2014  オンデマンド版　2022　ISBN　9784642757751

共著
- 『Jr.日本の歴史 2 都と地方のくらし 奈良時代から平安時代』藤森健太郎共著 小学館 2010

## 参考
- ISBN 978-4-642-04607-7